# Aachener Turn- und Sportverein Alemannia 1900 2020-2021
Questa voce raccoglie le informazioni riguardanti l'Aachener Turn- und Sportverein Alemannia 1900 nelle competizioni ufficiali della stagione 2020-2021.

## Stagione
Nella stagione 2020-2021 l'Alemannia, allenato da Stefan Vollmerhausen e Kristoffer Andersen, concluse il campionato di Regionalliga ovest al 14º posto.

## Rosa
| N. |                     | Ruolo | Calciatore            |
| -- | ------------------- | ----- | --------------------- |
| 1  | Germania (bandiera) | P     | Joshua Mroß           |
| 2  | Germania (bandiera) | D     | André Wallenborn      |
| 3  | Germania (bandiera) | D     | Alexander Heinze      |
| 4  | Germania (bandiera) | D     | Franko Uzelac         |
| 5  | Germania (bandiera) | C     | Simon Seferings       |
| 6  | Germania (bandiera) | C     | Frederic Baum         |
| 7  | Germania (bandiera) | A     | Florian Rüter         |
| 8  | Croazia (bandiera)  | C     | Stipe Batarilo-Cerdic |
| 9  | Aruba (bandiera)    | A     | Terence Groothusen    |
| 10 | Kosovo (bandiera)   | C     | Mërgim Fejzullahu     |
| 11 | Canada (bandiera)   | A     | Oluwabori Falaye      |
| 15 | Germania (bandiera) | C     | Marco Müller          |
| 16 | Germania (bandiera) | D     | Steven Rakk           |
| 17 | Germania (bandiera) | D     | Matti Fiedler         |
| 18 | Germania (bandiera) | A     | Marwin Studtrucker    |
| 20 | Germania (bandiera) | D     | Nick Galle            |

| N. |                                 | Ruolo | Calciatore            |
| -- | ------------------------------- | ----- | --------------------- |
| 21 | Germania (bandiera)             | C     | Sebastian Schmitt     |
| 22 | Germania (bandiera)             | C     | Muja Arifi            |
| 23 | Germania (bandiera)             | C     | Dustin Zahnen         |
| 24 | Germania (bandiera)             | D     | Peter Hackenberg      |
| 26 | Germania (bandiera)             | C     | Matti Cebulla         |
| 27 | Germania (bandiera)             | D     | Leon Gaedicke         |
| 28 | Germania (bandiera)             | A     | Nils Blumberg         |
| 29 | Germania (bandiera)             | C     | Oğuzhan Aydoğan       |
| 30 | Tunisia (bandiera)              | A     | Hamdi Dahmani         |
| 31 | Germania (bandiera)             | P     | Mario Zelic           |
| 34 | Bosnia ed Erzegovina (bandiera) | D     | Aldin Dervisevic      |
| 36 | Germania (bandiera)             | C     | Miguel El Jammal      |
| 38 | Germania (bandiera)             | C     | Theofilos Kelemis     |
| 39 | Germania (bandiera)             | A     | Sven Schiffer         |
| 40 | Austria (bandiera)              | P     | Valentin Manzenreiter |
| 42 | Giappone (bandiera)             | C     | Takashi Uchino        |

## Organigramma societario
Area tecnica
- Allenatore: Kristoffer Andersen, Dietmar Bozek
- Allenatore in seconda:
- Preparatore dei portieri: Niels Nielen
- Preparatori atletici:
- Analisi video:

## Calciomercato

### Sessione estiva
| Acquisti | Acquisti              | Acquisti                 | Acquisti |
| R.       | Nome                  | da                       | Modalità |
| -------- | --------------------- | ------------------------ | -------- |
| D        | Nick Galle            | Hallescher               |          |
| A        | Hamdi Dahmani         | Rot-Weiss Essen          |          |
| A        | Nils Blumberg         | Chemnitz                 |          |
| C        | Takashi Uchino        | Alemannia Aquisgrana U19 |          |
| D        | Leon Gaedicke         | Bayer Leverkusen U19     |          |
| P        | Joshua Mroß           | Chemnitz                 |          |
| P        | Mario Zelic           | F. Düsseldorf II         |          |
| A        | Oluwabori Falaye      | VfB 03 Hilden            |          |
| P        | Valentin Manzenreiter | Alemannia Aquisgrana U19 |          |
| C        | Dustin Zahnen         | Bergisch Gladbach        |          |

| Cessioni | Cessioni         | Cessioni              | Cessioni |
| R.       | Nome             | a                     | Modalità |
| -------- | ---------------- | --------------------- | -------- |
| P        | Ricco Cymer      | Wormatia Worms        |          |
| A        | Jonathan Benteke | Visé                  |          |
| A        | David Bors       | Düren                 |          |
| C        | David Pütz       | Düren                 |          |
| D        | Patrick Salata   | Sportfreunde Baumberg |          |
| C        | Jeff-Denis Fehr  | Wegberg-Beeck         |          |
| C        | Manuel Glowacz   | Eintracht Hohkeppel   |          |
| C        | Can Özkan        | Arminia Bielefeld     |          |
| P        | Nikolai Rehnen   | Arminia Bielefeld     |          |

### Sessione invernale
| Acquisti | Acquisti           | Acquisti        | Acquisti |
| R.       | Nome               | da              | Modalità |
| -------- | ------------------ | --------------- | -------- |
| C        | Matti Cebulla      | RB Lipsia U19   |          |
| A        | Terence Groothusen | Straelen        |          |
| A        | Marwin Studtrucker | Wuppertal       |          |
| D        | Franko Uzelac      | Fortuna Colonia |          |
| A        | Mërgim Fejzullahu  | Saarbrücken     |          |

| Cessioni | Cessioni       | Cessioni          | Cessioni |
| R.       | Nome           | a                 | Modalità |
| -------- | -------------- | ----------------- | -------- |
| C        | Kai Bösing     | MVV               |          |
| A        | Vincent Boesen | Elversberg        |          |
| D        | Robin Garnier  | Eintracht Treviri |          |

## Risultati

### Regionalliga ovest

#### Girone di andata
| Arbitro: | Ulankiewicz |

|  |           |            |
|  | Marcatori | 53’ Tigges |

| Arbitro: | Benkhoff |

|  |           |            |
|  | Marcatori | 10’ Boesen |

| Aquisgrana 6 ottobre 2020, ore 19:30 CEST 3ª giornata | Alemannia Aquisgrana | 0 – 0 referto | Lippstadt 08 | Stadio Tivoli (2 700 spett.)\| Arbitro: \| Holz \| |
| Arbitro:                                              | Holz                 |               |              |                                                    |

| Arbitro: | Benkhoff |

|                    |           |  |
| Fink 37’ Meuer 44’ | Marcatori |  |

| Arbitro: | Dardenne |

|  |           |             |
|  | Marcatori | 31’ Prokoph |

| Arbitro: | Engelmann |

|            |           |  |
| Møller 85’ | Marcatori |  |

| Arbitro: | Lautz |

|                                  |           |                |
| Dahmani 5’ Wallenborn 29’ (rig.) | Marcatori | 82’ Theoharous |

| Arbitro: | Visse |

|                                 |           |              |
| Batarilo-Cerdic 14’ Dahmani 65’ | Marcatori | 54’ Odenthal |

| Aquisgrana 18 ottobre 2020, ore 15:30 CEST 9ª giornata | Alemannia Aquisgrana | 0 – 0 referto | Schalke 04 II | Stadio Tivoli (500 spett.)\| Arbitro: \| Marx \| |
| Arbitro:                                               | Marx                 |               |               |                                                  |

| Rödinghausen 22 dicembre 2020, ore 14:00 CET 10ª giornata | Rödinghausen | 0 – 0 referto | Alemannia Aquisgrana | Häcker Wiehenstadion (0 spett.)\| Arbitro: \| Gansloweit \| |
| Arbitro:                                                  | Gansloweit   |               |                      |                                                             |

| Arbitro: | Tietze |

|                             |           |                        |
| Dahmani 42’, 71’ Heinze 82’ | Marcatori | 88’ Durgun 90’ Odagaki |

| Straelen 9 gennaio 2021, ore 14:00 CET 12ª giornata | Straelen | 0 – 0 referto | Alemannia Aquisgrana | Stadion Römerstraße (0 spett.)\| Arbitro: \| Holz \| |
| Arbitro:                                            | Holz     |               |                      |                                                      |

| Arbitro: | Jäger |

|                         |           |  |
| Dahmani 3’ Blumberg 90’ | Marcatori |  |

| Arbitro: | Gottschalk |

|                           |           |  |
| Pires-Rodrigues 9’ (rig.) | Marcatori |  |

| Arbitro: | Goldmann |

|                |           |                                           |
| Mause 58’, 74’ | Marcatori | 22’ Zahnen 44’ Batarilo-Cerdic 72’ Falaye |

| Aquisgrana 21 novembre 2020, ore 14:00 CET 16ª giornata | Alemannia Aquisgrana | 0 – 0 referto | Colonia II | Stadio Tivoli (0 spett.)\| Arbitro: \| Scheper \| |
| Arbitro:                                                | Scheper              |               |            |                                                   |

| Arbitro: | Schäfer |

|            |           |  |
| Bajrić 17’ | Marcatori |  |

| Arbitro: | Severins |

|             |           |           |
| Dahmani 82’ | Marcatori | 58’ Grote |

| Arbitro: | Domnick |

|  |           |            |
|  | Marcatori | 63’ Boesen |

| Arbitro: | Ulankiewicz |

|                               |           |                |
| Müller 60’ Galle 90’ Baum 90’ | Marcatori | 86’ Bilogrević |

| 19 dicembre 2020 21ª giornata |  | – turno di riposo |  |  |

#### Girone di ritorno
| Arbitro: | Gottschalk |

|                 |           |             |
| Knauff 11’, 47’ | Marcatori | 31’ Aydoğan |

| Aquisgrana 23 gennaio 2021, ore 14:00 CET 23ª giornata | Alemannia Aquisgrana | 0 – 0 referto | LR Ahlen | Stadio Tivoli (0 spett.)\| Arbitro: \| Fuchs \| |
| Arbitro:                                               | Fuchs                |               |          |                                                 |

| Arbitro: | Schäfer |

|                        |           |  |
| Henneke 37’ Kaiser 44’ | Marcatori |  |

| Arbitro: | Scheer |

|  |           |                                |
|  | Marcatori | 48’ (aut.) Heinze 80’ Lobinger |

| Arbitro: | Windeln |

|                        |           |                                     |
| Owusu 25’ Ubabuike 55’ | Marcatori | 9’ (aut.) Itter 81’ Batarilo-Cerdic |

| Arbitro: | Habibi |

|           |           |                                                          |
| Rüter 80’ | Marcatori | 1’ Frenkert 40’ (rig.) Holtby 47’ Langlitz 90’ Grodowski |

| Arbitro: | Fuchs |

|              |           |                  |
| Schroers 52’ | Marcatori | 17’, 77’ Aydoğan |

| Arbitro: | Schuh |

|                                     |           |             |
| Kreyer 12’ Öztürk 34’ Oubeyapwa 62’ | Marcatori | 47’ Dahmani |

| Arbitro: | Maibaum |

|              |           |                        |
| Ceka 7’, 21’ | Marcatori | 5’ Dahmani 67’ Aydoğan |

| Aquisgrana 20 marzo 2021, ore 14:00 CET 31ª giornata | Alemannia Aquisgrana | 0 – 0 referto | Rödinghausen | Stadio Tivoli (0 spett.)\| Arbitro: \| Tietze \| |
| Arbitro:                                             | Tietze               |               |              |                                                  |

| Bergisch Gladbach 27 marzo 2021, ore 14:00 CET 32ª giornata | Bergisch Gladbach | 0 – 0 referto | Alemannia Aquisgrana | Belkaw Arena (0 spett.)\| Arbitro: \| Weller \| |
| Arbitro:                                                    | Weller            |               |                      |                                                 |

| Arbitro: | Arlt |

|                             |           |                            |
| Studtrucker 69’ Dahmani 74’ | Marcatori | 14’, 35’ (rig.), 77’ Kader |

| Arbitro: | Engelmann |

|  |           |                           |
|  | Marcatori | 34’ Aydoğan 89’ Seferings |

| Arbitro: | Lautz |

|  |           |                                         |
|  | Marcatori | 11’ (rig.) Pires-Rodrigues 90’ Aramburú |

| Arbitro: | Jäger |

|             |           |              |
| Cebulla 51’ | Marcatori | 7’ Kleefisch |

| Arbitro: | Scheper |

|  |           |                         |
|  | Marcatori | 18’ Baum 87’ Fejzullahu |

| Arbitro: | Erk |

|  |           |                                |
|  | Marcatori | 8’ Bajrić 12’ Plautz 15’ Menke |

| Arbitro: | Ernst |

|                         |           |                |
| Grote 50’ Pronichev 72’ | Marcatori | 88’ Fejzullahu |

| Arbitro: | Scheer |

|  |           |                                          |
|  | Marcatori | 78’ (rig.) Lohmar 88’ Maier 90’ Beckhoff |

| Arbitro: | Jäger |

|            |           |  |
| Kaiser 49’ | Marcatori |  |

| 19 dicembre 2020 42ª giornata |  | – turno di riposo |  |  |

## Statistiche

### Statistiche di squadra
| Competizione | Punti | In casa | In casa | In casa | In casa | In casa | In casa | In trasferta | In trasferta | In trasferta | In trasferta | In trasferta | In trasferta | Totale | Totale | Totale | Totale | Totale | Totale | DR  |
| Competizione | Punti | G       | V       | N       | P       | Gf      | Gs      | G            | V            | N            | P            | Gf           | Gs           | G      | V      | N      | P      | Gf     | Gs     | DR  |
| ------------ | ----- | ------- | ------- | ------- | ------- | ------- | ------- | ------------ | ------------ | ------------ | ------------ | ------------ | ------------ | ------ | ------ | ------ | ------ | ------ | ------ | --- |
| Regionalliga | 45    | 20      | 5       | 7       | 8       | 17      | 26      | 20           | 6            | 5            | 9            | 18           | 22           | 40     | 11     | 12     | 17     | 35     | 48     | -13 |
| Totale       | 45    | 20      | 5       | 7       | 8       | 17      | 26      | 20           | 6            | 5            | 9            | 18           | 22           | 40     | 11     | 12     | 17     | 35     | 48     | -13 |

### Andamento in campionato
| Giornata  | 1  | 2  | 3  | 4  | 5  | 6  | 7  | 8  | 9  | 10 | 11 | 12 | 13 | 14 | 15 | 16 | 17 | 18 | 19 | 20 | 21 | 22 | 23 | 24 | 25 | 26 | 27 | 28 | 29 | 30 | 31 | 32 | 33 | 34 | 35 | 36 | 37 | 38 | 39 | 40 | 41 | 42 |
| --------- | -- | -- | -- | -- | -- | -- | -- | -- | -- | -- | -- | -- | -- | -- | -- | -- | -- | -- | -- | -- | -- | -- | -- | -- | -- | -- | -- | -- | -- | -- | -- | -- | -- | -- | -- | -- | -- | -- | -- | -- | -- | -- |
| Luogo     | C  | T  | C  | T  | C  | T  | C  | C  | C  | T  | C  | T  | C  | T  | T  | C  | T  | C  | T  | C  |    | T  | C  | T  | C  | T  | C  | T  | T  | T  | C  | T  | C  | T  | C  | C  | T  | C  | T  | C  | T  |    |
| Risultato | P  | V  | N  | P  | P  | P  | V  | V  | N  | N  | V  | N  | V  | P  | V  | N  | P  | N  | V  | V  |    | P  | N  | P  | P  | N  | P  | V  | P  | N  | N  | N  | P  | V  | P  | N  | V  | P  | P  | P  | P  |    |
| Posizione | 17 | 10 | 10 | 13 | 15 | 17 | 14 | 12 | 12 | 11 | 10 | 11 | 8  | 11 | 8  | 8  | 9  | 10 | 9  | 8  | 9  | 9  | 10 | 10 | 11 | 11 | 11 | 11 | 12 | 13 | 13 | 13 | 14 | 14 | 14 | 14 | 12 | 13 | 13 | 13 | 13 | 14 |

Legenda:

Luogo: C = Casa; T = Trasferta. Risultato: V = Vittoria; N = Pareggio; P = Sconfitta.

### Statistiche dei giocatori
| M. Arifi           | 11 | 0 | 1  | 0 |
| O. Aydoğan         | 22 | 5 | 2  | 0 |
| S. Batarilo-Cerdic | 34 | 3 | 4  | 1 |
| F. Baum            | 20 | 2 | 4  | 0 |
| N. Blumberg        | 16 | 1 | 3  | 0 |
| V. Boesen          | 19 | 2 | 3  | 0 |
| K. Bösing          | 13 | 0 | 2  | 0 |
| M. Cebulla         | 8  | 1 | 3  | 0 |
| H. Dahmani         | 37 | 9 | 6  | 1 |
| A. Dervisevic      | 10 | 0 | 0  | 0 |
| O. Falaye          | 11 | 1 | 1  | 0 |
| M. Fejzullahu      | 16 | 2 | 4  | 0 |
| M. Fiedler         | 10 | 0 | 2  | 0 |
| L. Gaedicke        | 9  | 0 | 0  | 0 |
| N. Galle           | 31 | 1 | 4  | 0 |
| R. Garnier         | 13 | 0 | 5  | 0 |
| T. Groothusen      | 10 | 0 | 1  | 0 |
| P. Hackenberg      | 8  | 0 | 2  | 0 |
| A. Heinze          | 32 | 1 | 6  | 1 |
| M. Jammal          | 0  | 0 | 0  | 0 |
| T. Kelemis         | 0  | 0 | 0  | 0 |
| V. Manzenreiter    | 0  | 0 | 0  | 0 |
| J. Mroß            | 37 | 0 | 0  | 0 |
| M. Müller          | 37 | 1 | 12 | 0 |
| S. Rakk            | 29 | 0 | 5  | 0 |
| F. Rüter           | 29 | 1 | 4  | 0 |
| S. Schiffer        | 3  | 0 | 0  | 0 |
| S. Schmitt         | 8  | 0 | 1  | 0 |
| S. Seferings       | 15 | 1 | 2  | 0 |
| M. Studtrucker     | 13 | 1 | 1  | 0 |
| T. Uchino          | 35 | 0 | 8  | 0 |
| F. Uzelac          | 2  | 0 | 0  | 0 |
| A. Wallenborn      | 21 | 1 | 2  | 0 |
| D. Zahnen          | 26 | 1 | 3  | 0 |
| M. Zelic           | 3  | 0 | 1  | 0 |